# Aéré Lao
Aéré Lao (ou Aere Lao ou Haere Lao) est une commune du nord du Sénégal, située dans le département de Podor et la région de Saint-Louis, à proximité du fleuve Sénégal et de la frontière avec la Mauritanie. Elle est traversée par la route nationale RN 2, qui relie Saint-Louis à Bakel.
Lieu chargé d'histoire, Aéré Lao a été fondé au XIe siècle. Ce village, devenu la capitale des Almamy en 1776, changera de statut et sera érigé en cercle en 1910 par l'autorité coloniale avec, à sa tête, un commandant.
La localité est devenue, en 1980, chef-lieu de communauté rurale, avant d'être érigée en commune en décembre 2008 lors de la réforme de l'administration territoriale et locale. Le maire actuel est M. Mountaga Sy.
Ville carrefour qui doit sa renommée à sa bonne viande, mais aussi au commerce florissant, Aéré Lao a joué un rôle important dans l'histoire du Fouta Tooro. Cette ville qui tangue entre l'archaïsme et le semblant de modernité, aspire à devenir un carrefour urbain, rayonnant et attractif. Cela passe, selon les autorités municipales, par une amélioration du cadre urbain, l'accès aux services sociaux de base et la promotion d'un système de bonne gouvernance.
La commune de Aéré Lao compte un lycée, un collège et cinq écoles élémentaires et deux dara modernes. Il y a aussi un centre de formation professionnel departemental.